# Původ svátku Pesach
Svátek Pesach (hebrejsky פֶּסַח‎) připomíná vyjití židů z egyptského otroctví. Židé se do Egypta dostali poté, co velký hladomor zasáhl celou oblast, včetně země Kenaan. V té době měl vytvořené zásoby pouze Egypt a to díky Josefovi, synu Jákoba, kterého sem prodali jeho bratři ze závisti. Josef se postupem času dostal na nejvyšší místa a stal se správcem Egypta. Díky božím viděním byl schopen zásobit Egypt a uchránit ho tak od hladomoru. Postupně se do Egypta přesunul celý izraelský národ a žil zde pod Josefovou ochranou. Židé se však v Egyptě usadili a zůstali zde i po skončení hladomoru.
Po nějaké době nastoupil nový faraon, který však již Josefa neznal, a ten byl velmi znepokojen zvyšující se židovskou populací. V Tóře je psáno:
| „                 | Toto jsou jména synů Izraelových, kteří přišli do Egypta s Jákobem; každý přišel se svou rodinou: Rúben, Šimeón, Lévi a Juda, Isachar, Zabulón a Benjamin, Dan a Nefatalí, Gád a Ašer. Všech, kdo vzešli z Jákobových beder, bylo sedmdesát. Josef už byl v Egyptě. Potom zemřel Josef a všichni jeho bratři i celé to pokolení. Ale Izraelci se rozplodili, až se to jimi hemžilo převelice se rozmnožili a byli velice zdatní; byla jich plná země. V Egyptě však nastoupil nový král, který o Josefovi nevěděl. Ten řekl svému lidu: „Hle, izraelský lid je početnější a zdatnější než my. Musíme s ním nakládat moudře, aby se nerozmnožil. Kdyby došlo k válce, jistě by se připojil k těm, kdo nás nenávidí, bojoval by proti nám a odtáhl by ze země.“ Ustanovili tedy nad ním dráby, aby jej ujařmovali robotou. Musel stavět faraónovi města pro sklady, Pitom a Raamses. Avšak jakkoli jej ujařmovali, množil se a rozmáhal dále, takže měli z Izraelců hrůzu. Proto začali Egypťané Izraelce surově zotročovat. Ztrpčovali jim život tvrdou otročinou při výrobě cihel a všelijakou prací na poli. Všechnu otročinu, kterou na ně uvalili, jim ještě ztěžovali surovostí. Egyptský král poručil hebrejským porodním babám, z nichž jedna se jmenovala Šifra a druhá Púa: „Když budete pomáhat Hebrejkám při porodu a při slehnutí zjistíte, že je to syn, usmrťte jej; bude-li to dcera ať si je naživu.“ Avšak porodní báby se bály Boha a rozkazem egyptského krále se neřídily. Nechávaly hochy naživu. Egyptský král si porodní báby předvolal a řekl jim: „Co to děláte, že necháváte hochy naživu?“ Porodní báby faraonovi odvětily: „Hebrejky nejsou jako ženy egyptské; jsou plné života. Porodí dříve, než k nim porodní bába přide.“ Bůh pak těm porodním babám prokazoval dobrodiní a lid se množil a byl velmi zdatný. Protože se porodní báby bály Boha, požehnal jejich domům. Ale farao všemu svému lidu rozkázal: „Každého syna, který se jim narodí, hoďte do Nilu; každou dceru nechte naživu.“ | “ |
| — Bible, Exodus 1 | |   |

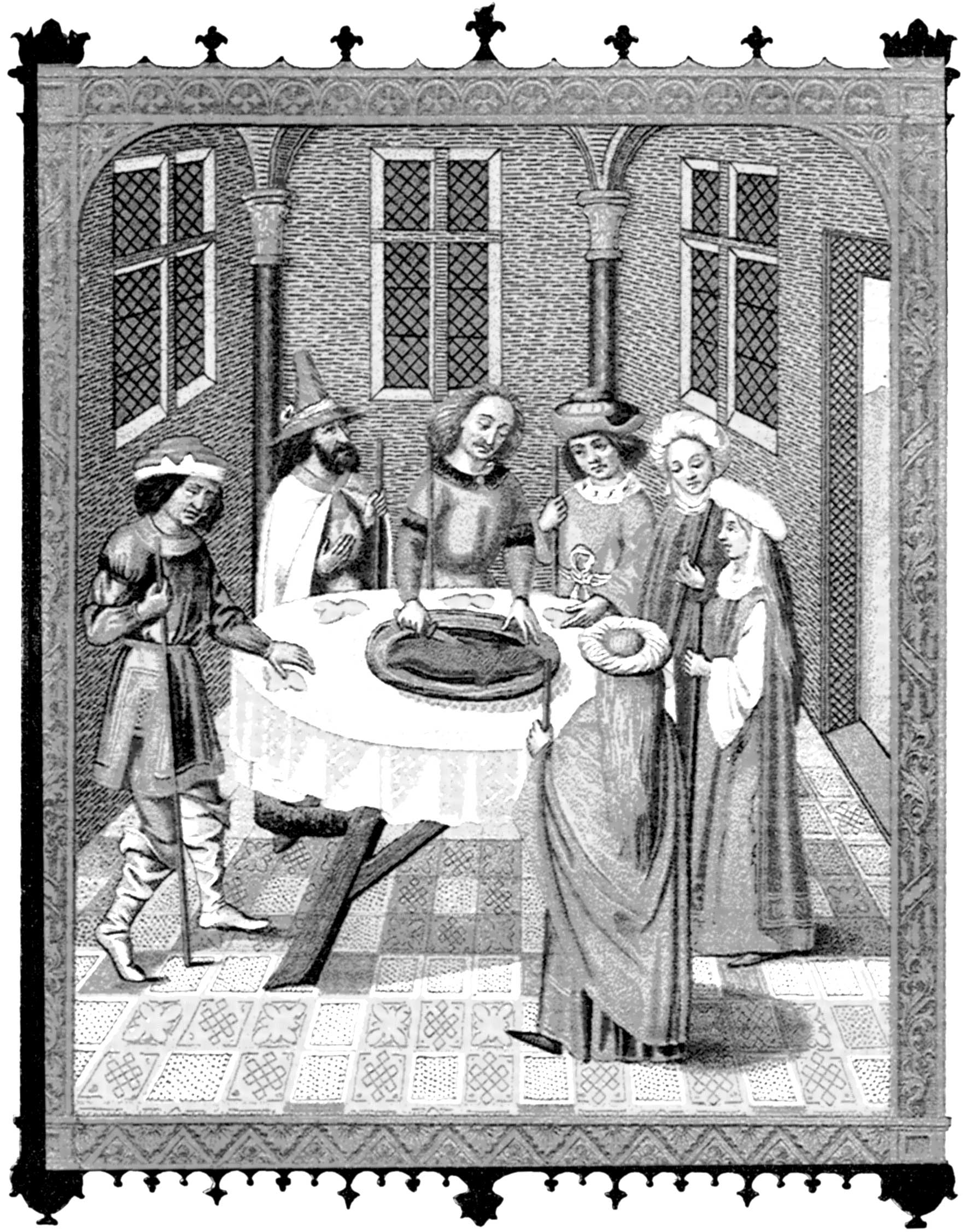
Vyobrazení večeře o pesachu (Van Eyck, 15. stol.)

Jedna lévijská rodina však svého narozeného syna zatajila, ale později již nebylo zbytí a tak jej poslali v košíku po Nilu v naději, že jej někdo zachrání. Košík zahlédla v Nilu plavat faraonova dcera, která jej vytáhla. Tím jej zachránila a poté zaplatila jeho matce, aby ho odkojila s tím, že jí ho přivede až vyroste. Pojmenovala ho Mojžíš, což znamená vytahující. Když dítě odrostlo, přivedla jej k faraonově dceři a ta ho přijala za syna. Když Mojžíš dospěl, musel opustit egyptskou zemi, protože zabránil ubití Hebreje tím, že zabil Egypťana. Od té doby žil v midjánské zemi.
V zemi midjánské pojal Mojžíš za ženu dceru midjánského kněze, kterou byl předtím zachránil před pastýři. Po mnoha letech egyptský farao zemřel, ale židé stále trpěli pod útlakem. V tu dobu Bůh vyslyšel jejich volání a rozpomněl se na svou smlouvu s Abrahámem, Izákem a Jákobem. Jednou, když Mojžíš pásl ovce, se mu zjevil v plápolajícím ohni uprostřed trnitého keře. Promluvil k němu a řekl mu, že chce izraelský národ vysvobodit z moci Egypta, a že on, Mojžíš, lid izraelský vyvede. Mojžíš se však zdráhal a nebyl si jistý, že mu budou Izraelité věřit. Bůh mu proto ukázal několik znamení, jimiž je přesvědčí. Mojžíš se však stále zdráhal a vymlouval na to, že není výmluvný a že jej nebudou poslouchat. Na to se Bůh rozhněval a pravil Mojžíšovi, že jeho bratr Áron mu bude ústy a Mojžíš, že bude Áronovi Bohem.
Mojžíš poté s Áronem předstoupili před faraona a sdělili mu, že Hospodin praví, aby propustil jeho lid, aby mu v poušti mohl slavit slavnost. Faraon však neuposlechl a namísto toho ještě přitížil židům. Po tomto prvním neúspěchu posílá Bůh Mojžíše a Árona znovu k faraónovi a ujistil je, že donutí egyptského krále, aby Izraelce propustil. Znamení, které faraonovi předvedli, byla proměna Áronovy hole v draka. Hospodin zatvrdil faraonovo srdce a ten je odmítal nadále propustit. Stejně neoblomný byl i během všech egyptských ran. Poslední z egyptských ran je pobití všeho prvorozeného v Egyptě.
Čtyři dny před vyjitím z Egypta řekl Hospodin Izraelitům, aby si každá rodina vybrala zdravého beránka bez vady (Exodus 12:3-5). Během 14. nisanu jej obětovali a použili jeho krev na označení veřejí svých domů. Poté do půlnoci 15. nisanu jedli opečené beránky. Takto označené domy poté Hospodin překročil, když procházel Egyptem a vybíjel vše prvorozené. Jako pozůstatek této události[zdroj?] se na vchodové dveře židovských domácností umisťuje mezuza.
Toto pravil Hospodin Mojžíšovi a Áronovi:
| „                       | Hospodin řekl Mojžíšovi a Áronovi v egyptské zemi: „Tento měsíc bude pro vás začátkem měsíců. Bude pro vás prvním měsícem v roce. Vyhlaste celé izraelské pospolitosti: Desátého dne tohoto měsíce si každý vezmete beránka podle svých rodů, beránka na rodinu. Kdyby byla rodina malá a na beránka by nestačila, přibere si každý souseda, který bydlí nejblíže jeho rodiny, aby doplnil počet osob. Podle toho kolik kdo sní, stanovíte počet na beránka. Budete mít beránka bez vady, ročního samce. Vezmete jej z ovcí nebo z koz. Budete jej opatrovat až do čtrnáctého dne tohoto měsíce. Navečer bude celé shromáždění izraelské pospolitosti beránky zabíjet. Pak vezmou trochu krve a potřou ji obě veřeje i nadpraží u domů, v nichž je budou jíst. Tu noc budou jíst maso upečené na ohni a k němu budou jíst nekvašené chleby s horskými bylinami. Nebudete z něho jíst nic syrového ani vařeného ve vodě, nýbrž jen upečené na ohni s hlavou i s nohama a vnitřnostmi. Nic z toho nenecháte do rána. Co z něho zůstane do rána, spálíte ohněm. Budete jej jíst takto. Budete mít přepásaná bedra, opánky na nohou a hůl v ruce. Sníte jej ve chvatu. To bude Hospodinův hod Beránka. Tu noc projdu egyptskou zemí a všecko prvorozené v egyptské zemi pobiji, od lidí až po dobytek. Všechny egyptská božstva postihnu svými soudy. Já jsem Hospodin. Na domech, v nichž budete, budete mít na znamení krev. Když tu krev uvidím, pominu vás a nedolehne na vás zhoubný úder, až budu bít egyptskou zemi. Ten den vám bude dnem pamětním, budete jej slavit jako slavnost Hospodinovu. Budete jej slavit po všechny svá pokolení. To je provždy platné nařízení. Po sedm dní budete jíst nekvašené chleby, hned prvního dne odstraníte ze svých domů kvas. Každý, kdo by od prvního do sedmého dne jedl něco kvašeného, bude z Izraele vyobcován. Prvního dne budete mít bohoslužebné shromáždění. V těch dnech se nebude konat žádné dílo. Smíte si připravit jen to, co každý potřebuje k jídlu. Budete dbát na ustanovení o nekvašených chlebech, neboť právě toho dne jsem vyvedl vaše oddíly z egyptské země. Na tento den budete bedlivě dbát. To je provždy platné nařízení pro všechna vaše pokolení. Od večera čtrnáctého dne prvního měsíce budete jíst nekvašené chleby až do večera jedenadvacátého dne téhož měsíce. Po sedm dní se nenajde ve vašich domech kvas. Každý, kdo by jedl něco kvašeného bude vyobcován z pospolitosti Izraele, i host a domorodec. Nebudete jíst nic kvašeného. Ve všech svých obydlích budete jíst nekvašené chleby. | “ |
| — Bible, Exodus 12:1-20 | |   |

| „                        | Když nastala půlnoc, pobil Hospodin v egyptské zemi všechno prvorozené, od prvorozeného syna faraónova, který seděl na jeho trůnu, až po prvorozeného syna zajatce v žalářní kobce, i všechno prvorozené z dobytka. Tu farao v noci vstal i všichni jeho služebníci a všichni Egypťané a celém Egyptě nastal veliký křik, protože nebylo domu, kde by nebyl mrtvý. Ještě v noci povolal Mojžíše a Árona a řekl: „Seberte se a odejděte z mého lidu, vy i Izraelci. Jděte, služte Hospodinu, jak jste žádali. Vezměte také svůj brav i skot, jak jste žádali a jděte. Vyproste požehnání o pro mne.“ Egypťané naléhali na lid a spěchali s jeho propuštěním ze země, protože si říkali: „Všichni pomřeme!“ Lid tedy vzal těsto ještě nevykynuté a zabalil do díže do plášťů a nesl na ramenou. Izraelci jednali podle Mojžíšova rozkazu; vyžádali si též od Egypťanů stříbrné a zlaté šperky a pláště. A Hospodin zjednal lidu přízeň v očích Egypťanů a oni jim vyhověli. Tak vyplenili Egypt. | “ |
| — Bible, Exodus 12:29-36 | |   |

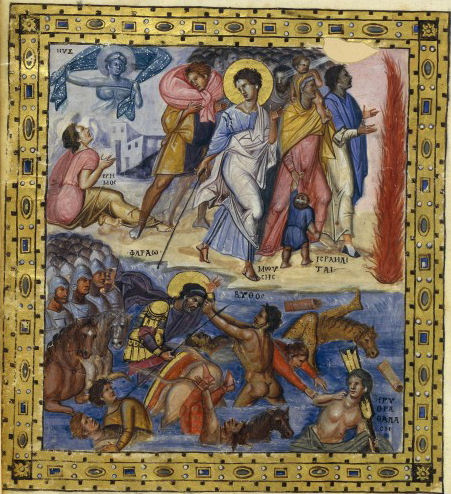
Přechod Rudého moře (Pařížský žaltář)

Poté Hospodin sdělil Mojžíšovi a Áronovi nařízení o hodu beránka (Exodus 12:43-51) (viz Korban Pesach) a o zasvěcení prvorozených. Poté, co židovský národ dorazí do země Kenaanců, musí být každý prvorozený tvor, který otevírá lůno, obětován nebo vyplacen. Kdyby člověk nebyl schopen prvorozeného vyplatit, tak mu má zlomit vaz. Vyplácí se i prvorozené dítě. Této tradici se říká Pidjon ha-ben.
Hospodin určuje Izraelcům cestu, aby vyšli z Egypta. Ve dne je předchází sloup oblakový, v noci sloup ohnivý. Hospodin přikáže Mojžíšovi, aby se všichni utábořili na břehu moře ,a znovu zatvrdí faraonovo srdce. Faraon se rozhodne, že židy jen tak nepustí. Vypraví se se svým vojskem, aby je přivedl zpět. Hospodin však národ izraelský zachrání. Tehdy Hospodin rozdělil moře. Mojžíš zdvihl hůl a moře se rozpoltilo. Celý izraelský národ tak přešel suchou nohou. Faraon se ovšem pustil za nimi. Tehdy však Mojžíš vztáhl ruku nad moře a to opět nabylo své moci. Vody se vrátily a přikryly vozy i jízdu celého faraónova vojska. Nezůstal z nich ani jediný. Tak uviděl Izrael velikou moc, kterou osvědčil Hospodin na Egyptu. Lid se bál Hospodina a uvěřili Hospodinu i jeho služebníku Mojžíšovi.